# 伊犁地区
伊犁地区，是中华人民共和国新疆维吾尔自治区伊犁哈萨克自治州于2001年撤消的地区。

## 地理人口
伊犁地区的地理坐标在东经80°9′42′′一一86°56′50′′，西纬42°14′6′′一—44°50′30′′之间。东南毗邻阿克苏地区、巴音郭楞蒙古自治州，以南部天山（天山主脉）为天然分界线，北面按博尔塔拉蒙古自治州和塔城地区，以科古尔琴山（北部天山）为界。
伊犁地区东西横跨350公里，南北纵距180公里，总面积56300平方公里，合8300余万亩，占伊犁哈萨克自治州总面积的15.8％。
伊犁地区1985年总人口为1615348人，除新疆原有的13个主要民族以外，还有其他25个少数民族，汉族占33％，维吾尔族占28％，哈萨克族占23％，回族占10％，锡伯族占1.6％，蒙古族占1.5％，柯尔克孜族占0.7％，乌孜别克族占0.2％，满族占0.1％，塔塔尔族、俄罗靳族、达斡尔族、塔吉克族合计占0.1％，其他民候占1.8％。
伊犁地区是在古老的板块基底上发育形成的山间盆地。天山南、北、中四脉环绕分隔，形成伊犁、巩乃斯、喀什、特克斯、昭苏五大河谷盆地。伊犁河由特克斯河、巩乃斯河、喀什河三大支流汇合而成，是新疆流量最大的内陆河，年均径流量118亿立方米，在中国境内主流长442公里，出境后注入哈萨克斯坦巴尔喀什湖。
伊犁地区属北温带大陆性半干旱气候，一般冬春长，夏秋短，四季分阴，气候温和，酷暑和严寒期短。山区湿润温暖，多数无夏天，年温差较小，昼皮温差较大，极端最高温度是40.2℃，极端最低温度是—43.2℃，年降水量最大的地区是巩乃斯河上游山区。

## 历史
伊犁为古地名，最早见于《汉书》。史称伊列、伊丽、益离、亦剌八里、亦力把里等。当代学界一般称其得名于伊犁河，但无定论:38。1755年，清乾隆年间始以伊丽水定名伊犁。
新石器时代，伊犁就有人类活动，伊犁塞人、大月氏、乌孙、匈奴、悦般均在此地居留过。伊犁地区在六世纪中叶时属西突厥，唐朝时期伊丽行军道和多处都督府，在十二世纪初叶属西辽，元朝时期属伊犁行省。明清之际准噶尔部在伊犁建著名的固勒扎都纲和海努克都纲。1762年，清朝在伊犁设立总统伊犁等处将军，驻衙惠远城，并相继建起以惠远为中心的“伊犁九城”。
1884年，新疆建省，政治中心由伊犁转移到迪化（今乌鲁木齐）。1888年，设立伊犁府制，属伊塔道。1912年，伊犁将军改为镇边使，后镇边使改为镇守使、屯垦使，1916年，伊塔分道，设立伊犁道。1933年，伊犁道改为伊犁行政区。1936年，伊犁行政区改为伊犁专区。1949年9月，新疆和平解放。1950年5月，成立中国共产党伊犁地区委员会和伊犁专区行政督察专员公署。1954年，在伊犁专区、塔城专区、阿勒泰专区为基础成立伊犁哈萨克自治州，伊犁地区建制撤销，所属九县一市（伊宁市、伊宁县、霍城县、巩留县、新源县、昭苏县、特克斯县、尼勒克县、绥定县和察布查尔锡伯自治县）改为伊犁哈萨克自治州直辖。1975年，从伊犁哈萨克自治州直辖区域重新设立，下辖八县一市，行政公署驻伊宁市。1979年撤销建制，辖区划归伊犁哈萨克自治州直辖。1985年1月恢复建制。2001年10月再次撤销，辖区划归伊犁哈萨克自治州直辖。

## 行政区划
伊犁地区下辖八个县，一个县级市：伊宁市、伊宁县、霍城县、巩留县、新源县、昭苏县、特克斯县、尼勒克县、绥定县和察布查尔锡伯自治县。